# Чернозерський могильник
Чернозерський могильник — археологічна пам'ятка 14 сторіччя, що залишений мокшою, розташований на правому березі річки Мокша, у 2 км на схід від села Чернозер'є Мокшанського району.
Могильник відкритий й частково досліджений у 1928 році експедицією Пензенського крайознавчого музею під керівництвом М. І. Спригіна.
Розкрито 14 поховань. Поховання здійснені за обрядом інгумації. Померлі розташовувалися в простих ямах підпрямокутної форми без будь-яких внутрішніх могильних конструкцій. Кістяки зоорієнтувані головою на південь, південний схід й перебували в витягнутому на спині положенні, або скорченому у позі сплячого.
Інвентар могильника складають бронзові й срібні лопатеві застібки-сюлгами, накісником-пулокерем, бронзовим пластинчастим браслетом, залізними сокирами й долотом.